# Invisible Design
Invisible Design je sólové studiové album amerického hudebníka a skladatele Billa Laswella. Vydáno bylo v březnu 1999 společností Tzadik Records. Jde o ambientní nahrávku, do níž veškeré nástroje a efekty nahrál sám Laswell. Ten je rovněž producentem desky. O design obalu se postarala Ikue Mori.

## Seznam skladeb
Autorem všech skladeb je Bill Laswell.
1. „Black Aether“ – 4:19
2. „Commander Guevara“ – 7:02
3. „Oceans of Borrowed Money“ – 5:10
4. „Aisha“ – 5:41
5. „Night Air & Low Frequency“ – 9:15
6. „White Arc Spiral“ – 5:38
7. „Aghora“ – 9:47

## Obsazení
- Bill Laswell – baskytara, programování bicích, zvukové efekty, producent
- Ikue Mori – design
- Robert Musso – zvukový inženýr
- Allan Tucker – mastering